# Jutfaseweg
De Jutfaseweg is een straat in de Nederlandse stad Utrecht in de wijk Rivierenwijk, die loopt vanaf de Vondellaan en de Westerkade (waar hij in overgaat) tot het Giessenplein en tot aan de plek waar de Vaartsche Rijn en de Merwedekanaal in elkaar overgaan. Parallel aan de Jutfaseweg loopt de Vaartsche Rijn.
De Jutfaseweg heeft tal van zijstraten zoals de Reyer Anslostraat, Pieter Bernagiestraat, Croesestraat, Amaliastraat, Mijdrechtstraat, Waalstraat met ertegenover de Oranjebrug, Westravenstraat, Amstelstraat, Roerstraat, Reitdiepstraat, Hoendiepstraat, Socrateslaan met ertegenover 't Goylaan en Deltastraat.
Het is een straat met een rijke historie waar tal van bedrijvigheid heeft plaatsgehad zoals onder andere de Nieaf en de vakschool voor typografie. De straat heeft diverse veranderingen meegemaakt, in 1928 was de Jutfaseweg nog erg landelijk en bevond zich er bijvoorbeeld de dakpannenfabriek van de firma N.C. van Wijngaarden en stonden er ook boerderijen. Maar er bevinden zich ook monumentale panden aan de Jutfaseweg zoals de Amaliastichting (1873) voor gezondheidszorg op nr. 7 alsook de Grafische school (1909) op nr. 3A-G. Ook de Faculteit der Geneeskunde van de Rijksuniversiteit op de Jutfaseweg 7 met ernaast de hogeschool op nr. 5 hebben hier ooit gezeten. De hogeschool heeft later plaatsgemaakt voor de tandheelkundige kliniek van de rijksuniversiteit die uiteindelijk weer naar de Uithof verhuisde om vervolgens vandaaruit naar Amsterdam te gaan.

## Trivia
- Rond de jaren vijftig zat aan de Jutfaseweg 3A de Gemeentelijke Machinistenschool.[6][7]
- Aan de Jutfaseweg 5 zat rond de jaren zestig De Hogere Zeevaartschool.[8]
- De Grafische school Jutfaseweg 3[9] is nu een appartementencomplex evenals het gebouwencomplex van de voormalige Amaliastichting op de Jutfaseweg 7.

## Fotogalerij

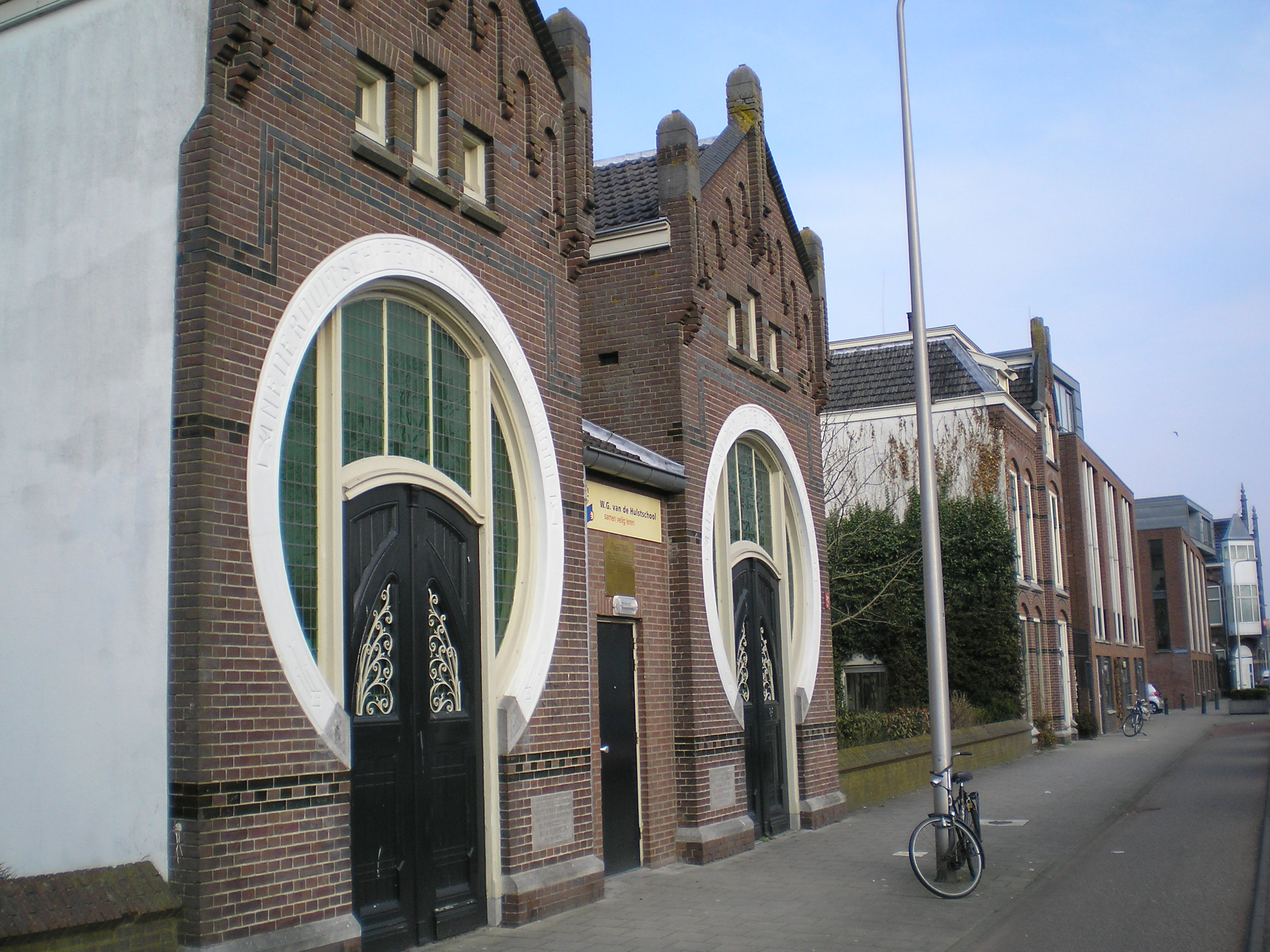
W.G. van de Hulstschool aan de Jutfaseweg 138-139 (gemeentelijk monument)
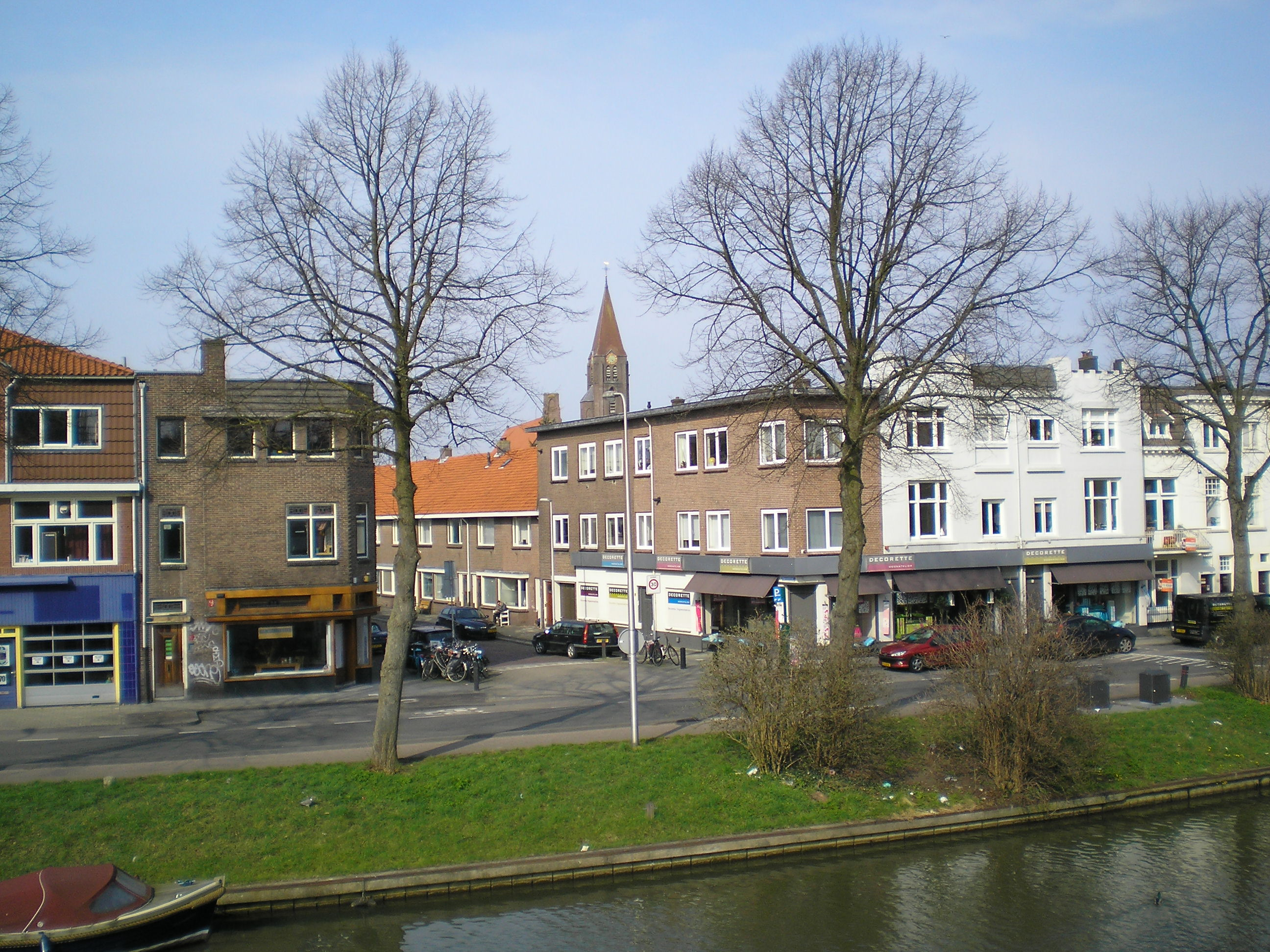
Jutfaseweg en de Mijdrechtstraat
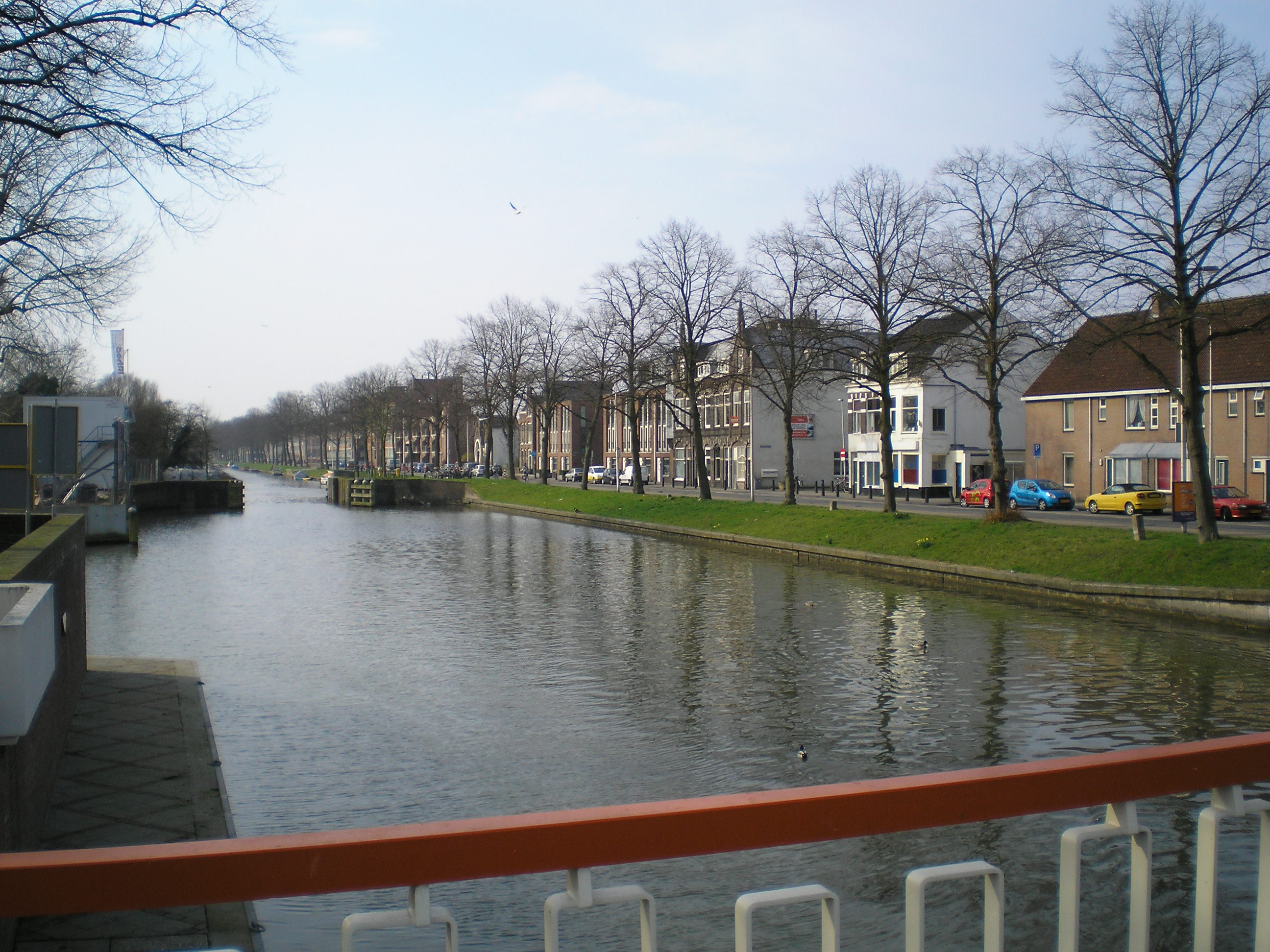
Jutfaseweg en de Vaartsche Rijn plus verderop de vroegere sluisjes
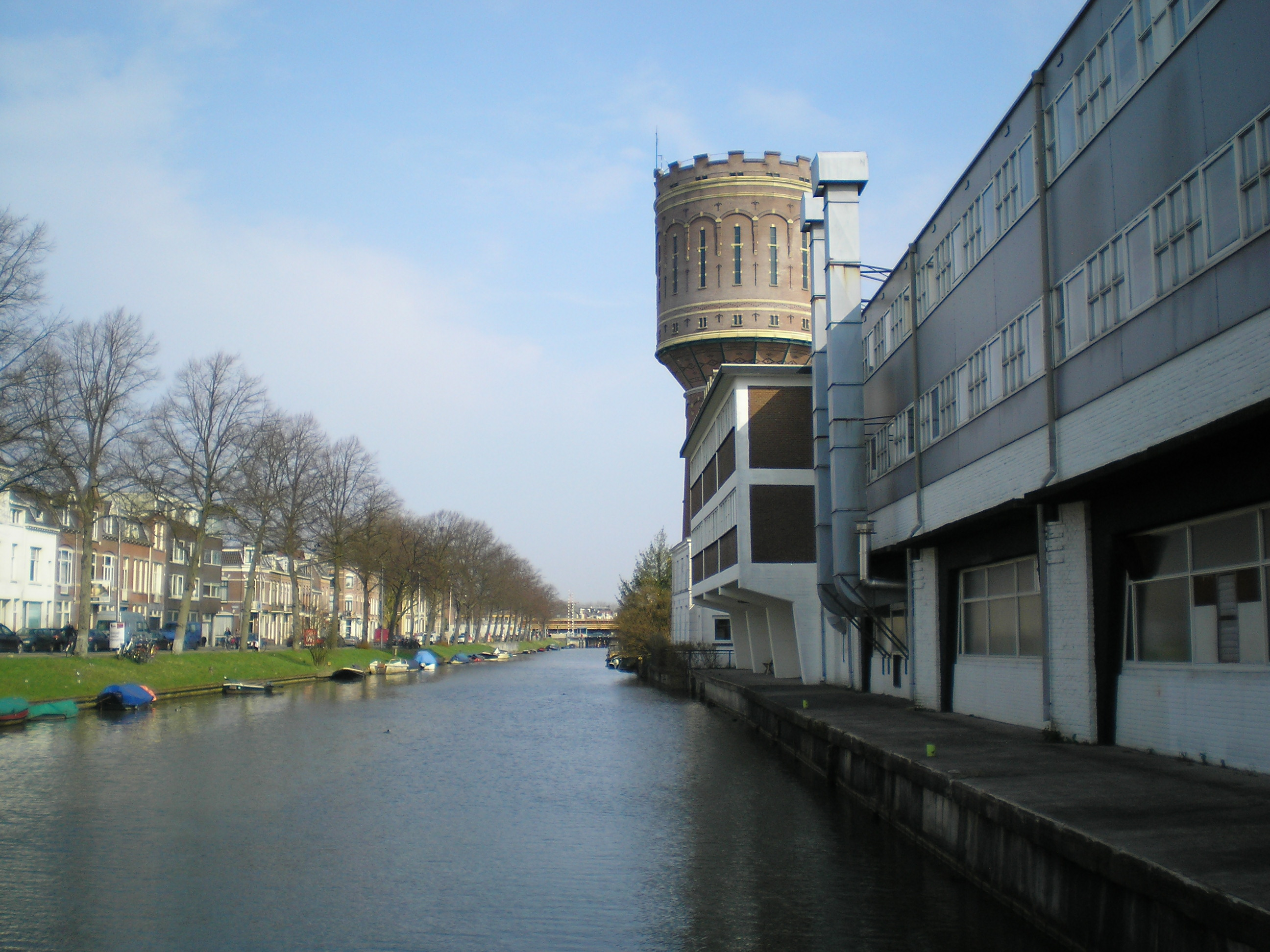
Pastoe, watertoren en de Jutfaseweg langs de Vaartsche Rijn
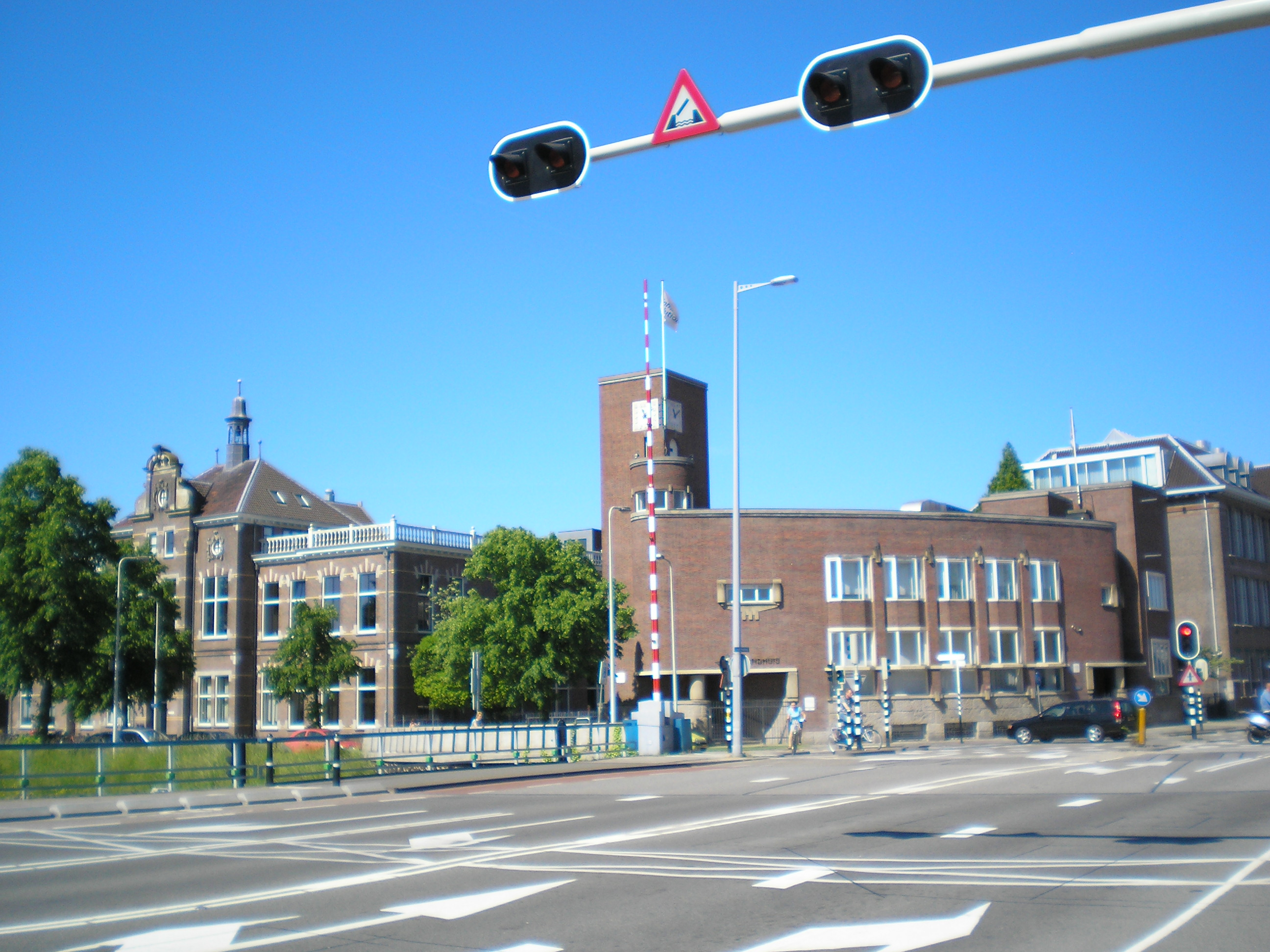
Rijnlandse discontobank Jutfaseweg 1 hoek Vondellaan (ontworpen door architect Albert Kool) met links ernaast de voormalige Grafische school